# ۸۵ پگاسوس
۸۵ پگاسوس یک ستاره است که در صورت فلکی اسب بالدار قرار دارد.